# Barnes Mill (Virginia Occidental)
Barnes Mill es un área no incorporada ubicada dentro del Distrito Gore, una división civil menor del condado de Hampshire (Virginia Occidental), Estados Unidos. Está catalogada como un asentamiento humano por la Junta de Nombres Geográficos de los Estados Unidos.
El número de identificación (ID) asignado por el Servicio Geológico de Estados Unidos es 1549579.

## Geografía
Se encuentra a una altitud de 2823 m s. n. m. (928 pies) según el conjunto de datos de elevación nacional.